# Sainte Véronique (Francesco Mochi)
Pour les articles homonymes, voir Véronique.
Sainte Véronique (en italien : Santa Veronica) est une sculpture en marbre de Francesco Mochi réalisé entre 1629 et 1639 pour la basilique Saint-Pierre de Rome en Italie.

## Historique
En décembre 1629, Francesco Mochi, sculpteur italien reconnu comme l'un des principaux initiateurs de la sculpture baroque, se voit confier par la famille Giustiniani la commande d'une des quatre statues monumentales qui orneront les niches des quatre piliers de la basilique Saint-Pierre : celle de Sainte Véronique. Les trois autres œuvres sont un Sant'Andrea commandé à François Duquesnoy, Santa Elena à Andrea Bolgi et San Longino à Gian Lorenzo Bernini. De 1629 à 1632, il travaille sur diverses phases du projet en réalisant des stucs. Le 8 février 1632, Mochi présente au pape Urbain VIII une proposition finie de la Sainte Véronique, que ce dernier approuve. Les blocs de marbre de Carrare sont taillés à la fin de l'année 1634. Il réalise l'œuvre finale de 1635 à 1639 et la transporte dans la basilique où elle sera officiellement dévoilée le 11 novembre 1640.

## Description
La sculpture de la Sainte Véronique est considérée comme l'un des chefs-d'oeuvre de la sculpture baroque. Sainte Véronique est une statue en marbre de Carrare de 500 cm de haut, constituée de trois blocs distincts. Œuvre maitresse de Mochi, elle reprend différents aspects techniques et de mise en scène de son groupe de L'Annonciation (1603-1608) dans le drapé tourbillonnant de la robe et les formes massives de la sainte rappelant certains principes appliqués dans son œuvre de jeunesse qui est considérée comme l'élément fondateur du style baroque en sculpture. La sculpture de Mochi est également remarquable pour son réalisme et sa précision. La sainte Véronique est une figure chrétienne traditionnellement associée au voile de la Véronique, qui selon la légende, aurait été utilisée pour essuyer le visage de Jésus Christ lorsqu'il portait sa croix et qui en avait conservé l'empreinte. Le visage de Jésus imprimé en relief sur le voile est considéré comme une relique importante par l'Eglise catholique.